# Simulium monticola
Simulium monticola es una especie de insecto del género Simulium, familia Simuliidae, orden Diptera.
Fue descrita científicamente por Friederichs, 1920.